# Mário Wilson
Mário Wilson (Maputo, 17 ottobre 1929 – 3 ottobre 2016) è stato un allenatore di calcio e calciatore portoghese.
Alla guida del Benfica ha vinto il campionato 1975-1976 e due Taça de Portugal, nel 1980 e nel 1996. Tra il 1978 e il 1980 è stato anche alla guida della nazionale portoghese mentre era alla guida del Vitória Guimarães e del Benfica.

## Palmarès

### Giocatore

#### Competizioni nazionali
- Campionato portoghese: 1

Sporting: 1950-1951

### Allenatore

#### Competizioni nazionali
- Campionato portoghese: 1

Benfica: 1975-1976
- Coppa del Portogallo: 2

Benfica: 1979-1980, 1995-1996